# الدوري الفيكتوري الممتاز 2010
الدوري الفيكتوري الممتاز 2010 هو موسم من الدوري الفيكتوري الممتاز ‏. فاز فيه Green Gully SC ‏.